# Салтыкова-Головкина, Наталья Юрьевна
Графиня Ната́лья Ю́рьевна Голо́вкина, в замужестве светлейшая княгиня Салтыко́ва (17 (28) августа 1787 — 6 (18) апреля 1860) — последняя представительница графского рода Головкиных, наследница головкинского майората, по императорскому указу от 20 июля 1845 года получившая право именоваться княгиней Салтыковой-Головкиной. Эту двойную фамилию носили и её дети от брака с обер-церемониймейстером А. Н. Салтыковым.

## Биография
Единственная дочь графа Юрия Александровича Головкина (1762—1846) и Екатерины Львовны (1762—1820), младшей дочери Льва Нарышкина, одного из приближённых Екатерины II, она унаследовала майорат, учреждённый её отцом. Будучи фрейлиной двора, 14 (26) апреля 1801 года обвенчалась с Александром Салтыковым, вторым сыном генерал-фельдмаршала Н. И. Салтыкова. Венчались в церкви Св. Живоначальной Троицы при даче графа Салтыкова, поручителем по жениху был его брат Сергей, по невесте —  Д. Л. Нарышкин.
А. Я. Булгаков, видевший Салтыкову, когда ей было около 30 лет, находил её очень красивой, очень кокетливой, но далеко не умной. По воспоминаниям Вигеля, Наталья Юрьевна была женщиной очаровательной до невозможности, если бы черты лица её не были слишком крупными, то она могла бы считаться совершенной красавицей.
Из отзыва Вигеля следует, что, подобно своей матери, Наталья Салтыкова не отличалась строгими нравами. Встретив её уже состарившеюся, Вигель пожалел о том, «до какой степени она сделалась нечувствительна к общему неуважению», ибо разорвала связи с высшим светом, «чтобы свободнее предаваться осуждаемым наслаждениям».
По словам её правнучки, княгиня Наталья Юрьевна до старости сохранила свою красоту и рядом с внуками смотрелась как тетушка. Одевалась всегда великолепно и, несмотря на свои преклонные годы, любила розовый цвет, который не казался слишком молодым для неё, так она сама была хороша и свежа.
Овдовев в 1837 году, она пережила мужа на 23 года и умерла в Москве в 1860 году; похоронена в Донском монастыре. Её сыну Алексею Александровичу в 1862 было высочайше позволено носить двойную фамилию Салтыковых-Головкиных.

## Семья
- Елена Александровна (28.01.1802—25.05.1828), с 1821 года замужем за князем Н. Б. Голицыным (1794—1866); у них сын Юрий (1823—1872).
- Екатерина Александровна (15.03.1803[8]—21.03.1852), замужем за князем И. А. Долгоруковым (1797—1848), декабристом.
- Софья Александровна (17.09.1805—29.01.1841), замужем (с 24 апреля 1825 года) за дипломатом графом Григорием Шуваловым (1804—1857).
- Мария Александровна (04.02.1806—09.01.1845), замужем (с 15 января 1826 года) за графом Болеславом Потоцким (1805—1893).
- Георгий (Юрий) Александрович (14.09.1810[9]—1841)
- Алексей Александрович (22.08.1824—05.12.1874), действительный статский советник (1868), подольский уездный (1851—1853), белгородский уездный (1856—1865), курский губернский (1865—1871) предводитель дворянства, почётный попечитель Курской гимназии, Белгородского женского училища, владелец усадьбы Красное Подольского уезда Московской губернии; в браке с Верой Ивановной Лужиной (1832—1885) сыновей не имел, вследствие чего майорат и фамилия Головкиных перешли к его внучатому племяннику — князю Евгению Юрьевичу Голицыну (1845—1887)[10].